# Malvasia de l'Argentina
La malvasia de l'Argentina (Oxyura vittata) és una espècie d'ocell de la família dels anàtids (Anatidae) que habita estanys i llacs amb vegetació emergent del centre i sud de l'Argentina i de Xile, arribant cap al sud fins a la Terra del Foc.